# برواسشن (كارديتسا)
برواسشن (Προάστιον) هي مدينة في كارديتسا في مقاطعة فوريا إلادا في اليونان.